# 杰西卡·皮尤
杰西卡·皮尤（英語：Jessica Pugh，1997年3月17日—），英格蘭女子羽毛球運動員。

## 簡歷
2014年10月，杰西卡·皮尤出戰匈牙利國際賽，與本·莱恩合作赢得混合雙打冠軍。
2017年8月，杰西卡·皮尤參加苏格兰格拉斯哥舉行的世界羽毛球錦標賽，她和本·莱恩出戰混合双打項目。首圈以2比1 （14-21、21-16、21-14）拿下荷兰的罗宾·塔博林/谢丽尔·塞尔宁。在次圈以0比2（12-21、10-21）不敌赛会9号种子韩国次号组合、催率圭 /蔡侑玎，32强止步。

## 主要比賽成績
只列出曾進入準決賽的國際賽事成績：
| 年份   | 賽事                   | 公開賽級別 | 項目     | 拍檔          | 成績   |
| ------ | ---------------------- | ---------- | -------- | ------------- | ------ |
| 2014年 | 匈牙利羽毛球國際賽     | 國際系列賽 | 混合雙打 | 本·莱恩       | 冠軍   |
| 2015年 | 歐洲青年羽毛球錦標賽   | 其他       | 混合團體 | －            | 亞軍   |
| 2015年 | 歐洲青年羽毛球錦標賽   | 其他       | 混合雙打 | 本·莱恩       | 季軍   |
| 2015年 | 斯洛伐克羽毛球公開賽   | 未來系列賽 | 混合雙打 | 本·莱恩       | 冠軍   |
| 2015年 | 波蘭羽毛球國際賽       | 國際系列賽 | 女子雙打 | 克洛伊·比尔切 | 亞軍   |
| 2016年 | 冰島羽毛球國際賽       | 國際系列賽 | 女子雙打 | 莎拉·沃克     | 冠軍   |
| 2016年 | 冰島羽毛球國際賽       | 國際系列賽 | 混合雙打 | 本·莱恩       | 準決賽 |
| 2016年 | 羅馬尼亞羽毛球國際賽   | 國際系列賽 | 女子雙打 | 谢丽尔·塞尔宁 | 冠軍   |
| 2016年 | 羅馬尼亞羽毛球國際賽   | 國際系列賽 | 混合雙打 | 本·莱恩       | 準決賽 |
| 2016年 | 荷蘭羽毛球國際賽       | 國際系列賽 | 混合雙打 | 本·莱恩       | 亞軍   |
| 2016年 | 斯洛文尼亞羽毛球國際賽 | 國際系列賽 | 女子雙打 | 谢丽尔·塞尔宁 | 準決賽 |
| 2016年 | 西班牙羽毛球國際賽     | 國際挑戰賽 | 混合雙打 | 本·莱恩       | 冠軍   |
| 2017年 | 美國羽毛球黃金大獎賽   | 黃金大獎賽 | 混合雙打 | 本·莱恩       | 準決賽 |
| 2017年 | 比利時羽毛球國際賽     | 國際挑戰賽 | 女子雙打 | 克洛伊·比尔切 | 準決賽 |
| 2017年 | 荷蘭羽毛球大獎賽       | 大獎賽     | 混合雙打 | 本·莱恩       | 準決賽 |
| 2017年 | 意大利羽毛球國際賽     | 國際挑戰賽 | 混合雙打 | 本·莱恩       | 冠軍   |
| 2018年 | 瑞士羽毛球公開賽       | 超級300賽  | 混合雙打 | 本·莱恩       | 準決賽 |
| 2018年 | 英聯邦運動會羽毛球比賽 | 其他       | 混合團體 | －            | 銅牌   |
| 2018年 | 美國羽毛球公開賽       | 超級300賽  | 混合雙打 | 本·莱恩       | 準決賽 |
| 2019年 | 波蘭羽毛球公開賽       | 國際挑戰賽 | 混合雙打 | 本·莱恩       | 冠軍   |
| 2019年 | 丹麥羽毛球國際賽       | 國際挑戰賽 | 混合雙打 | 本·莱恩       | 準決賽 |
| 2019年 | 西班牙羽毛球國際賽     | 國際挑戰賽 | 混合雙打 | 本·莱恩       | 冠軍   |
| 2019年 | 美國羽毛球公開賽       | 超級300賽  | 混合雙打 | 本·莱恩       | 準決賽 |
| 2019年 | 哈爾科夫羽毛球國際賽   | 國際挑戰賽 | 混合雙打 | 本·莱恩       | 準決賽 |
| 2019年 | 比利時羽毛球國際賽     | 國際挑戰賽 | 混合雙打 | 本·莱恩       | 冠軍   |
| 2021年 | 葡萄牙羽毛球國際賽     | 國際系列賽 | 女子雙打 | 傑西卡·霍普頓 | 準決賽 |
| 2021年 | 葡萄牙羽毛球國際賽     | 國際系列賽 | 混合雙打 | 卡勒姆·亨明   | 冠軍   |
| 2021年 | 西班牙羽毛球國際賽     | 國際挑戰賽 | 女子雙打 | 傑西卡·霍普頓 | 準決賽 |
| 2021年 | 西班牙羽毛球國際賽     | 國際挑戰賽 | 混合雙打 | 卡勒姆·亨明   | 亞軍   |
| 2021年 | 蘇格蘭羽毛球公開賽     | 國際挑戰賽 | 混合雙打 | 卡勒姆·亨明   | 冠軍   |
| 2021年 | 威爾斯羽毛球國際賽     | 國際挑戰賽 | 混合雙打 | 卡勒姆·亨明   | 亞軍   |
| 2022年 | 奧爾良羽毛球大師賽     | 超級100賽  | 女子雙打 | 克洛伊·比尔切 | 準決賽 |
| 2022年 | 意大利羽毛球國際賽     | 國際挑戰賽 | 女子雙打 | 克洛伊·比尔切 | 準決賽 |
| 2022年 | 南特羽毛球國際挑戰賽   | 國際挑戰賽 | 女子雙打 | 克洛伊·比尔切 | 準決賽 |
| 2022年 | 荷蘭羽毛球公開賽       | 國際挑戰賽 | 混合雙打 | 卡勒姆·亨明   | 亞軍   |
| 2022年 | 威爾斯羽毛球國際賽     | 國際挑戰賽 | 混合雙打 | 卡勒姆·亨明   | 準決賽 |

| 2007-2017年 | 首要超級賽 | 超級賽 | 黃金大獎賽 | 大獎賽 | 國際挑戰賽 | 國際系列賽 | 未來系列賽 | 其他 |

| 2018-2026年 | 總決賽 | 超級1000賽 | 超級750賽 | 超級500賽 | 超級300賽 | 超級100賽 | 國際挑戰賽 | 國際系列賽 | 未來系列賽 | 其他 |

### 奧運會和世錦賽參賽紀錄
|          | 搭檔        | 2017 | 2018 | 2019 | 2020 | 2021 | 2022  |
| -------- | ----------- | ---- | ---- | ---- | ---- | ---- | ----- |
| 混合雙打 | 本·莱恩     | 32強 | 48強 | 32強 | －   | －   | －    |
| 混合雙打 | 卡勒姆·亨明 | －   | －   | －   | －   | 32強 | 64強1 |

1 賽前退賽